# Olaf bemutatja
A Olaf bemutatja (eredeti cím: Olaf Presents) 2021-es amerikai 3D-s számítógépes animációs vígjátéksorozat, amelyet Hyrum Virl Osmond rendezett.
Amerikában 2021. november 12-én, Magyarországon 2022. június 14-én mutatta be a Disney+. A Disney Channel is be fogja mutatni 2023. november 11-én.

## Cselekmény
Olaf a Disney-filmek közül A kis hableány, Vaiana, Az oroszlánkirály, Aladdin és az Aranyhaj és a nagy gubanc című filmekből ad elő saját feldolgozásokat. Néhány dolgot helytelenül játszik újra, és bizonyos elemeket eltúloz. A legtöbb szerepet saját maga játssza el, különböző dolgokat használ a karakterek utánzásához. Időnként Sven, Marshmallow, a Hómanók, Bruni és Gale segít neki az előadásban.

## Szereplők
| Szereplő    | Eredeti hang | Magyar hang  |
| ----------- | ------------ | ------------ |
| Olaf        | Josh Gad     | Seder Gábor  |
| Sven        | Frank Welker | Eredeti hang |
| Marshmallow | Paul Briggs  |              |

## Epizódok
| Sor. | Év. | Cím                                 | Premier                                                                           |
| ---- | --- | ----------------------------------- | --------------------------------------------------------------------------------- |
| 1.   | 1.  | A kis hableány (The Little Mermaid) | 2021. november 12. 2022. június 14. (Disney+) 2023. november 11. (Disney Channel) |
| 2.   | 2.  | Vaiana (Moana)                      | 2021. november 12. 2022. június 14. (Disney+) 2023. november 11. (Disney Channel) |
| 3.   | 3.  | Az oroszlánkirály (The Lion King)   | 2021. november 12. 2022. június 14. (Disney+) 2023. november 11. (Disney Channel) |
| 4.   | 4.  | Aladdin (Aladdin)                   | 2021. november 12. 2022. június 14. (Disney+) 2023. november 11. (Disney Channel) |
| 5.   | 5.  | Aranyhaj és a nagy gubanc (Tangled) | 2021. november 12. 2022. június 14. (Disney+) 2023. november 11. (Disney Channel) |

## A sorozat készítése
A Jégvarázs 2. forgatása során a Disney-nek szüksége volt egy olyan jelenetre, amely egyszerre szórakoztató és tanulságos, amely megtörné az elbeszélés időnként kemény hangvételét, és bevezetne egy abszurd pillanatot. Olafot használták fel, és létrehoztak egy jelenetet, amelyben elmeséli a Jégvarázs eseményeit. A jelenet annyira népszerű lett, hogy a Walt Disney Animation Studios újraélesztette a koncepciót. A sorozatban Gad az előadás nagy részét improvizálta. Az újságírók a Tömény történelemhez hasonlították.